# 黃籃萱
黃籃萱（英語：Lan-Hsuan Huang），是一位美籍台裔數學家和數學物理學家，研究微分幾何、幾何分析及其在相對論中應用。目前是康涅狄格大學的教授。

## 生平
黃籃萱畢業於國立台灣大學數學系，於2004年取得學士學位。 之後，她前往史丹佛大學攻讀數學研究生，並於2009年獲得博士學位。她的博士論文《孤立系統的質量中心和恆定平均曲率葉狀結構》由理查德·舍恩指導。
在哥倫比亞大學擔任約瑟夫·里特數學助理教授三年後，她於2012年加入康涅狄格大學，擔任數學助理教授，並獲得終身職位。2016年晉升為副教授，並於2020年晉升為正教授。

## 近況
黃籃萱目前是美國紐約西蒙斯數學研究員、高等研究院諾依曼研究員。2024年，獲選美國數學學會院士。

## 外部連結
- 官方網站 （页面存档备份，存于）
- 由Google学术搜索索引的黃籃萱出版物